# Equus ferus ferus
Il tarpan  (Equus ferus ferus) era un cavallo selvatico eurasiatico, ormai estinto. L'ultimo esemplare di questa specie morì in cattività in Ucraina nel 1918 o nel 1919.
In passato, gli allevatori polacchi incrociarono spesso i Tarpan con i loro cavalli domestici. Il risultato fu una piccola razza di cavallo, il pony konik. Alcuni animali, come il konik, e anche il sorraia, protetto in Portogallo, vengono attualmente utilizzati per ricreare i tarpan e per ricoprire la nicchia rimasta vacante dal momento della loro estinzione in natura. Il pony huçul, che vive sui Carpazi, è sicuramente il discendente più diretto del tarpan.
Il termine "tarpan" proviene dalla parola turca (kirghisa o kazaka) con cui veniva indicato il cavallo.

## Storia tassonomica

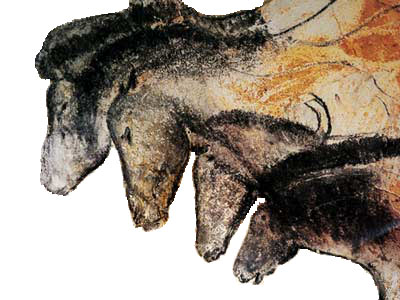
Cavalli preistorici disegnati nella grotta Chauvet (Francia)

Il tarpan venne descritto per la prima volta da Johann Friedrich Gmelin nel 1774; egli vide questi animali nel 1769 nella regione di Bobrovsk, nei pressi di Voronež. Nel 1784 Pieter Boddaert denominò la specie Equus ferus, in riferimento alla descrizione di Gmelin. Nel 1912, ignaro della denominazione di Boddaert, Otto Antonius pubblicò il nome Equus gmelini, sempre in riferimento alla descrizione di Gmelin. Dal momento che il nome di Antonius si riferisce alla stessa descrizione di Boddaert, questo nome è un sinonimo più recente.
Attualmente si pensa che il cavallo domestico, battezzato Equus caballus da Linnaeus nel 1758, discenda dal tarpan; infatti, molti tassonomi lo considerano appartenente alla stessa specie. Secondo una rigida osservazione delle regole del Codice internazionale di nomenclatura zoologica, il tarpan dovrebbe essere chiamato E. caballus, o, se considerato una sottospecie, E. caballus ferus. Comunque, i biologi hanno generalmente ignorato i termini della regola e usano E. ferus per il tarpan per evitare confusione con i suoi cugini domestici.
Nel 2003, la Commissione internazionale di nomenclatura zoologica «conservò l'utilizzo di 17 nomi scientifici basati su specie selvatiche, i quali sono precedenti o contemporanei di quelli basati su forme domestiche», confermando il nome E. ferus per il tarpan. I tassonomi che considerano il cavallo domestico una sottospecie del tarpan selvatico devono usare Equus ferus caballus; il nome Equus caballus rimane disponibile per il cavallo domestico quando viene considerato una specie separata.

## Cavalli "ricreati"

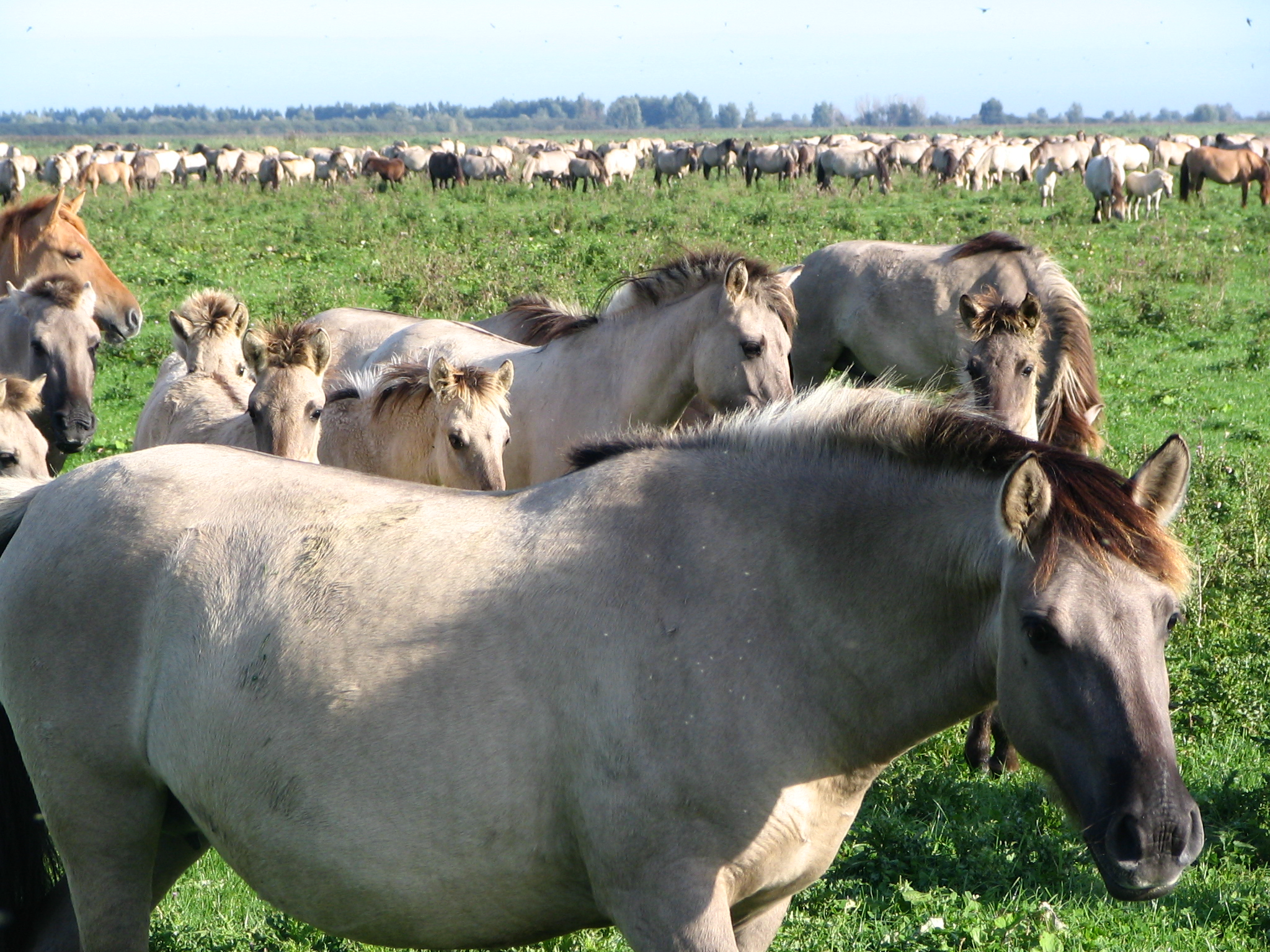
Konik nella riserva naturale degli Oostvaardersplassen, nel Flevoland, Paesi Bassi (2005).

Nella Germania nazista furono effettuati dei tentativi per ricreare il tarpan, attraverso l'accoppiamento di individui che ricordavano chiaramente il fenotipo dell'animale originario. Utilizzando un pool di giumente konik, islandesi e gotland incrociate con stalloni Przewalski, Heinz Heck (direttore dello zoo di Monaco) ottenne, nel maggio 1933, un "puledro grigio pressoché uniforme, con criniera, coda e una larga striscia lungo la spina dorsale nere". Nonostante non sia geneticamente come il tarpan, il suo aspetto esteriore ed il suo comportamento sono simili.